# Modunda narmadaensis
Modunda narmadaensis är en spindelart som först beskrevs av Benoy Krishna Tikader 1975.  Modunda narmadaensis ingår i släktet Modunda och familjen hoppspindlar. Inga underarter finns listade i Catalogue of Life.